# Liriomyza elevata
Liriomyza elevata är en tvåvingeart som beskrevs av Spencer 1986. Liriomyza elevata ingår i släktet Liriomyza och familjen minerarflugor.
Artens utbredningsområde är Colorado. Inga underarter finns listade i Catalogue of Life.